# NGC 850
NGC 850 é uma galáxia espiral (S0-a) localizada na direcção da constelação de Cetus. Possui uma declinação de -01° 29' 06" e uma ascensão recta de 2 horas, 11 minutos e 13,5 segundos.
A galáxia NGC 850 foi descoberta em 6 de Janeiro de 1785 por William Herschel.